# 本山博
本山 博（もとやま ひろし、1925年12月15日 - 2015年9月19日）は、日本の超心理学者、心理学者、宗教家。国際宗教・超心理学会（IARP）初代会長、宗教心理学研究所初代所長、玉光神社名誉宮司、カリフォルニア人間科学大学院大学（CIHS）創設者。
香川県小豆郡（小豆島）出身。東京文理科大学（現筑波大学）卒業。

## 人物・研究
本山は、のちに玉光神社を開いた母の指導の下で、幼少の頃より滝行や断食、般若心経の読誦などの修行をしていた。
クンダリニー・ヨーガの研究者であり、立花隆によればその研究は世界的に有名であり、ユネスコ本部は、本山を世界の著名な超心理学者十人の一人に選出したという。心霊手術やユリ・ゲラーの超能力、外気功、福来友吉の念写の研究、霊の憑依現象、輪廻転生等に肯定的な発言をしている。
本山は、クンダリニー覚醒の経験者で覚醒時に体が宙に浮いたことがあると主張している。

## 研究
本山は、クンダリニー覚醒の客観的な物理データを得るための研究を行った。その結果、AMI（経路＝臓器機能測定器）とチャクラマシーン（生体エネルギー測定器）という測定器を発明し、一定のデータを得ることができたと述べている。
研究の結果、インドのヨーガのナディーと中国医学の経絡の概念が同じものであるという結論に達したと主張している。同様に、中国の気の概念とインドのプラーナの概念も、同じ生命エネルギーを指しているとした。本山は、ナディー＝経絡であり、その正体は皮膚の表面の下の真皮層の中にある間質液の流れであると主張している。また、AMIを使用して、経絡上のツボに電圧をかけ、間質液のパラメータを測定していくと、その経絡が関係する内臓機能が測定できることが発見でき、これによってチャクラの活性度も測定可能であるとしている。
チャクラマシーンは、被験者の身体の生体エネルギーの物理データ（電場、磁場、光など）と生理データ（脳波、脈波、呼吸など）を同時に測定するものである。本山はこの測定器により、通常の被験者とヨーガの行者や超能力者などの比較測定実験を数多く実施し、その結果、被験者らが発した電場や光などには歴然とした違いが見られたと主張している。

## 著書

### 主な単著
超常的世界の研究
1. 『超感覚的なものとその世界―宗教経験の世界』宗教心理出版、1963年
2. 『宗教と超心理―催眠・宗教・超常現象』宗教心理出版、1969年
3. 『ヨガと超心理―ヨガ・超心理・鍼灸医学』宗教心理出版、1972年
4. 『宗教と医学―Ｐｓｉエネルギー（気・プラーナ）の生理学』宗教心理出版、1975年
5. 『ヨーガの東西医学による研究―プラーナ（気エネルギー）の活用と身心コントロール』宗教心理出版、1977年
6. 『フィリピンの心霊手術』宗教心理出版、1977年
7. 『Ｐｓｉと気の関係―宗教と科学の統一』宗教心理出版、1986年

東洋医学的エネルギー医学の研究
1. 『経絡―臓器機能測定について』宗教心理出版、1974年
2. 『東洋医学　気の流れの測定・診断と治療』宗教心理出版、1985年
3. 『AMIによる神経と経絡の研究』宗教心理出版、1988年
4. 『生命物理研究・創刊号―AMI測定電流の波形解析とその意味』宗教心理出版、1990年
5. 『生命物理研究　2号―生体におけるエネルギー場について』宗教心理出版、1993年

宗教論
1. 『心の確立と霊性の開発』宗教心理出版、1971年
2. 『宗教の進化と科学―世界宗教への道』宗教心理出版、1983年
3. 『祈りと救い―真の祈りとは何か』宗教心理出版、1986年
4. 『カルマと再生―生と死の謎を解く』宗教心理出版、1987年
5. 『呪術・オカルト・隠された神秘―心の成長と霊の進化の宗教学』名著刊行会<さみっと双書>、1989年
6. 『地球社会における生き方と宗教―人類に幸せと霊的成長をもたらすもの』宗教心理出版、1991年
7. 『啓示された人類のゆくえ』宗教心理出版、1993年
8. 『場所的個としての覚者―人類進化の目標』宗教心理出版、1995年
9. 『神秘体験の種々相―自己実現の道』宗教心理出版、1995年
10. 『人間と宗教の研究―地球社会へ向けて』宗教心理出版、1996年

宗教的修行書
1. 『自分でできる超能力ヨガ』宗教心理出版、1974年
2. 『密教ヨーガ―タントラヨーガの本質と秘法』宗教心理出版、1978年
3. 『チャクラ・異次元への接点』宗教心理出版、1978年
4. 『超意識への飛躍―瞑想・三昧に入ると何が生ずるか』宗教心理出版、1985年
5. 『チャクラの覚醒と解脱』宗教心理出版、1990年

### 共著
1. 本山キヌヱ、本山博『玉光神社教祖自叙伝』宗教心理学研究所、1975年
2. 橋本健、本山博 『超能力入門―自分でできる超能力開発法』池田書店、1986年
3. 本山博、船井幸雄、青木宏之 共著『超人鼎談 気の人間 気の人生 気の経営』東洋経済新報社、1992年
4. 船井幸雄、高木善之、岸根卓郎、本山博『「地球村」に生きる！』ビジネス社、1995年
5. 安永祖堂、本山一博、本山博、影山教俊、船井幸雄、稲盛和夫、小田晋、桐島洋子『私が生きて・掴んで・実践したもの―講演集・宗教とは何か』宗教心理出版、1999年
6. 遠藤順子、八城政基、小田晋、村上和雄、本山博『良心の復権―21世紀における良心の諸問題』宗教心理出版、2000年
7. 本山博、小田晋、萩生田千津子、中嶋宏『健康と霊性―WHO(世界保健機関)の問題提起に答えて』宗教心理出版、2001年
8. 本山博、渡部昇一『霊の研究　人生の探究』致知出版社、2007年
9. 本山博、稲盛和夫『人間の本質―生きる意味を探る』PHP研究所、2009年

### 訳書
1. C・W・リードビーター 著、本山博・湯浅泰雄 訳『チャクラ』平河出版社、1978年
2. 呂巌・著、本山博訳『太乙金華宗旨―道教 長寿養生法』宗教心理学研究所、1964年

## 関連人物
- J・B・ライン - デューク大学にてラインの薫陶を受けた[5]